# Brachyphylla nana
Brachyphylla nana es una especie de murciélago de la familia Phyllostomidae.
Es una especie de murciélago grande, de peso entre 29 a 41 gramos que se refugia única y exclusivamente en cuevas en grupos de cientos a varias decenas de miles de individuos donde puede coincidir con otras especies de murciélagos aunque no hace colonias mixtas inicia su actividad a altas horas de la noche y es un murciélago omnívoro que se alimenta de polen, néctar, frutos, insectos y otros pequeños animales Se encuentra en las Bahamas, Islas Caimán, Cuba, la República Dominicana, Haití, Jamaica, Islas Caimán), y Caicos en Bahamas.